# Gudipala
Gudipala là một mandal thuộc huyện Chittoor, bang Andhra Pradesh.